# V olších (přírodní památka, okres Benešov)
Přírodní památka V olších byla vyhlášena v roce 1972 a nachází se u vesnice Záhoří u Miličína. Důvodem ochrany je bohatá lokalita bledule jarní (Leucojum vernum).

## Galerie

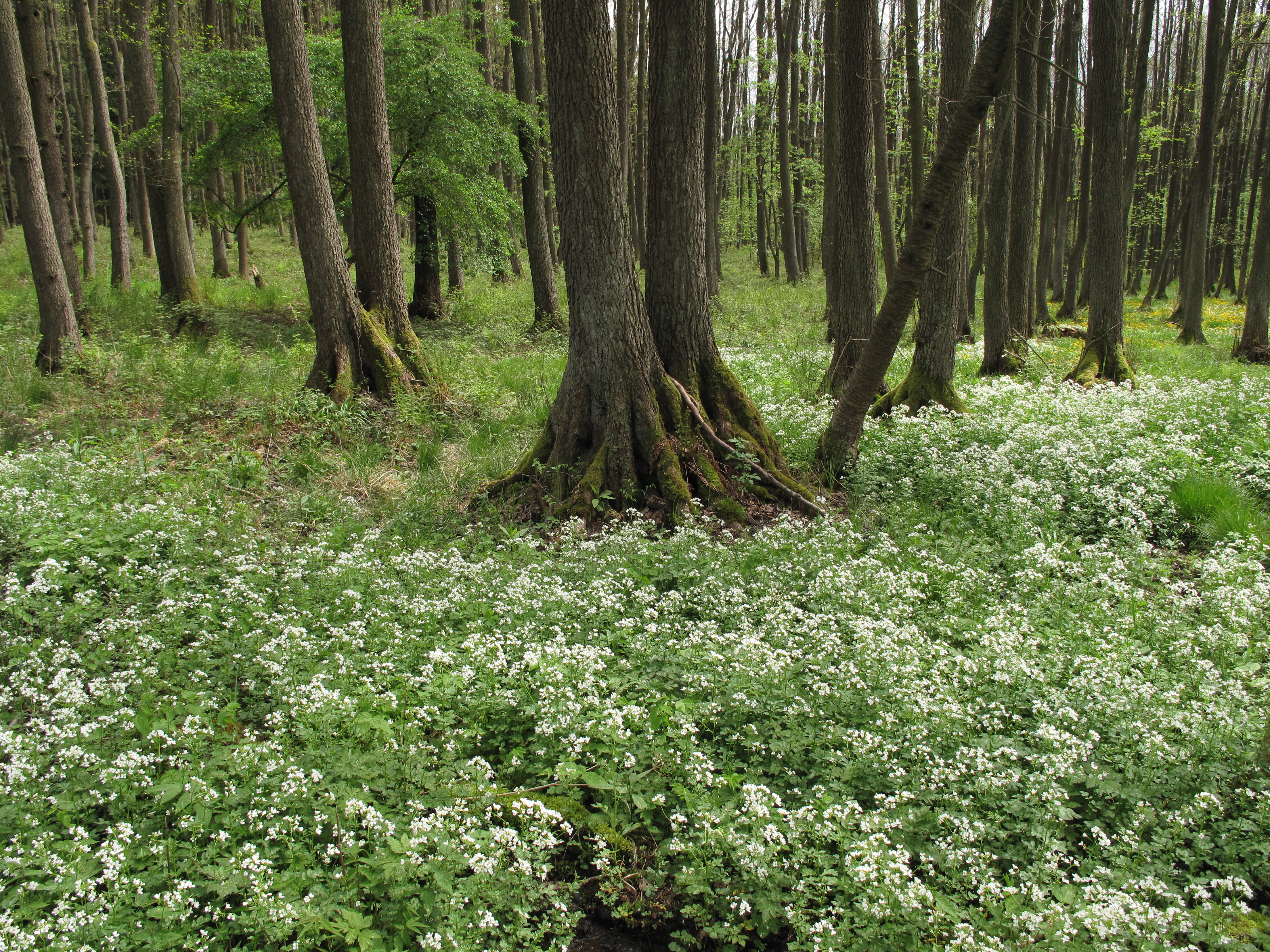
Blokovité kořeny
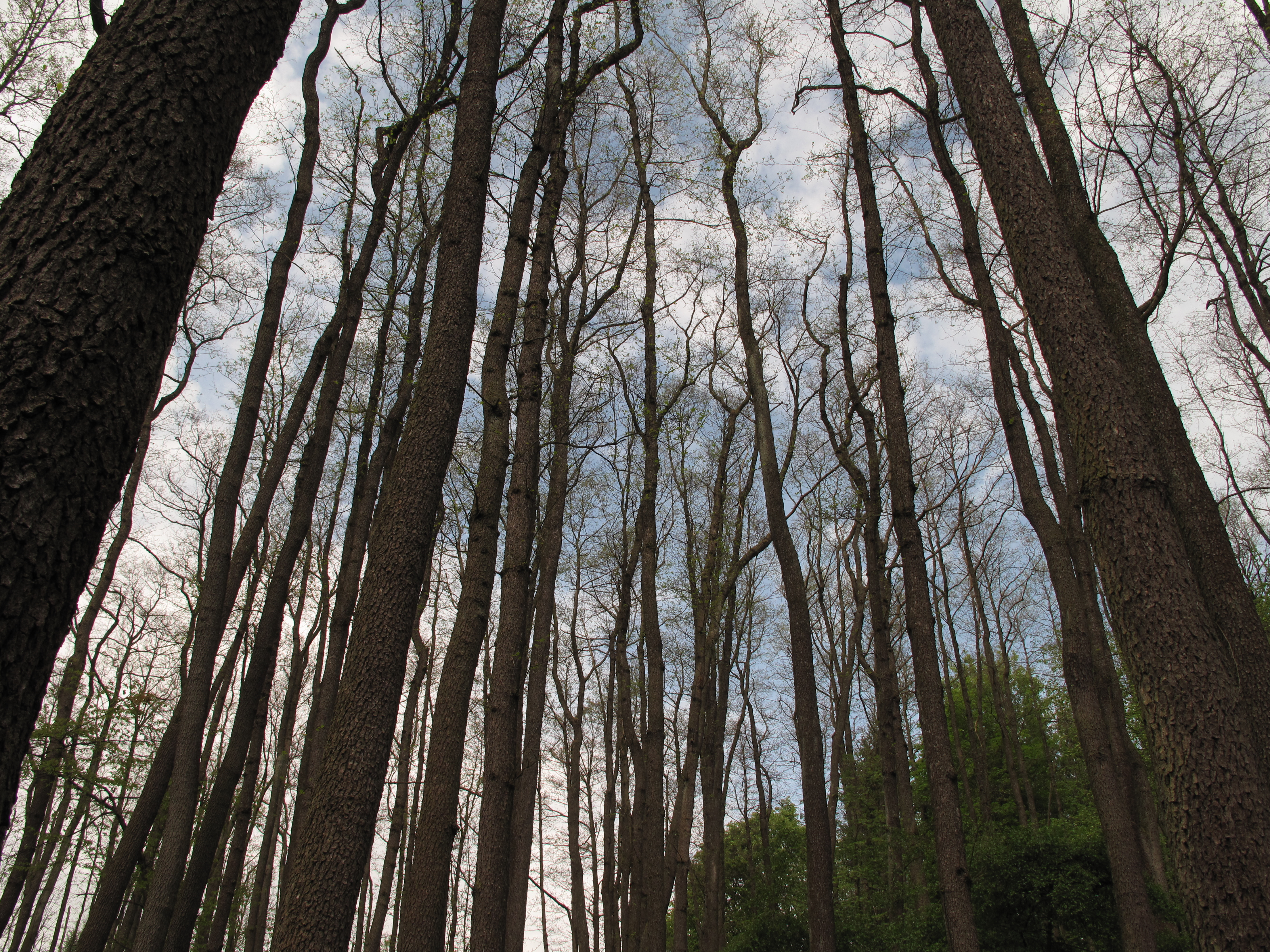
Koruny olší
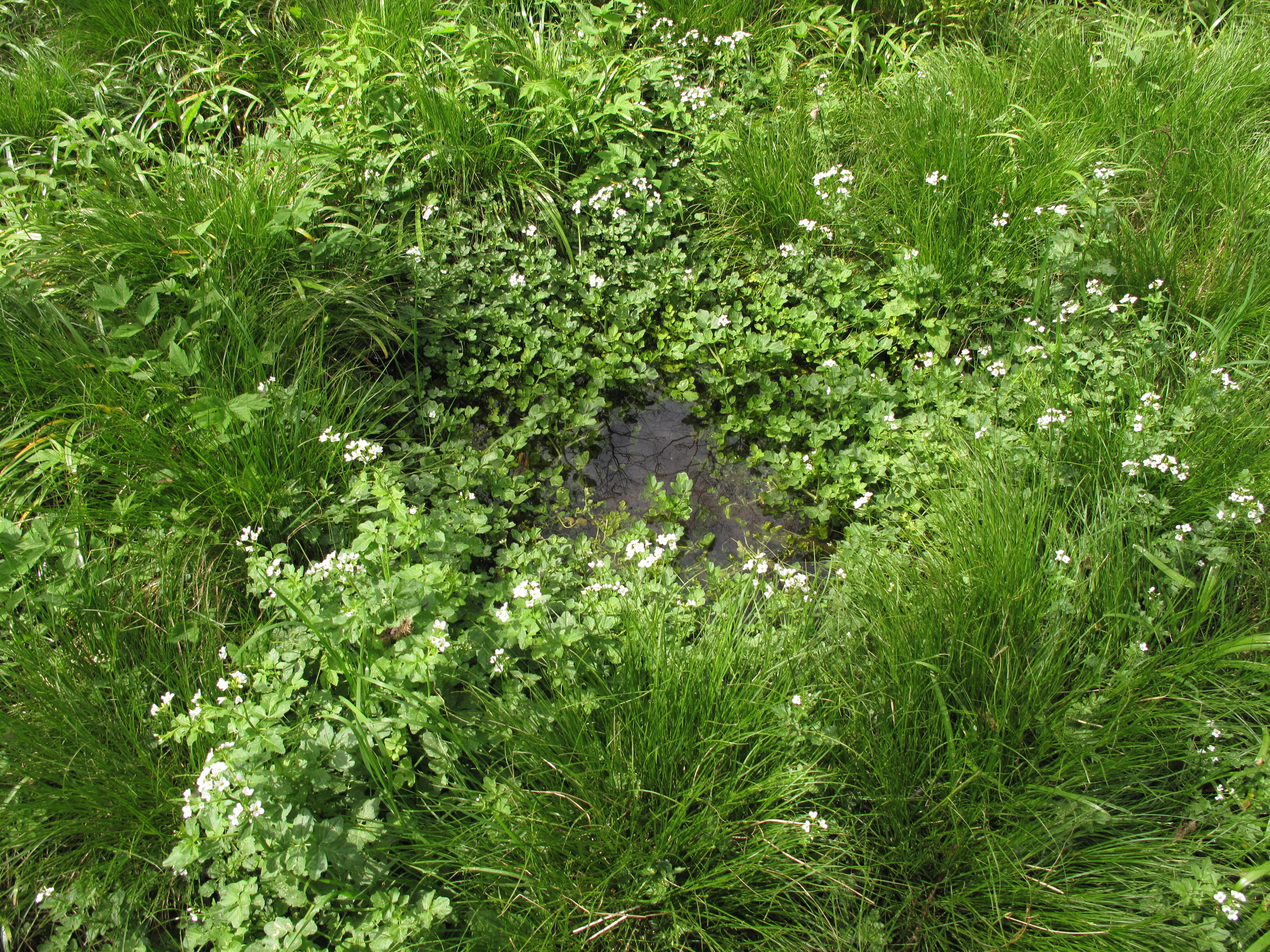
Mokřina
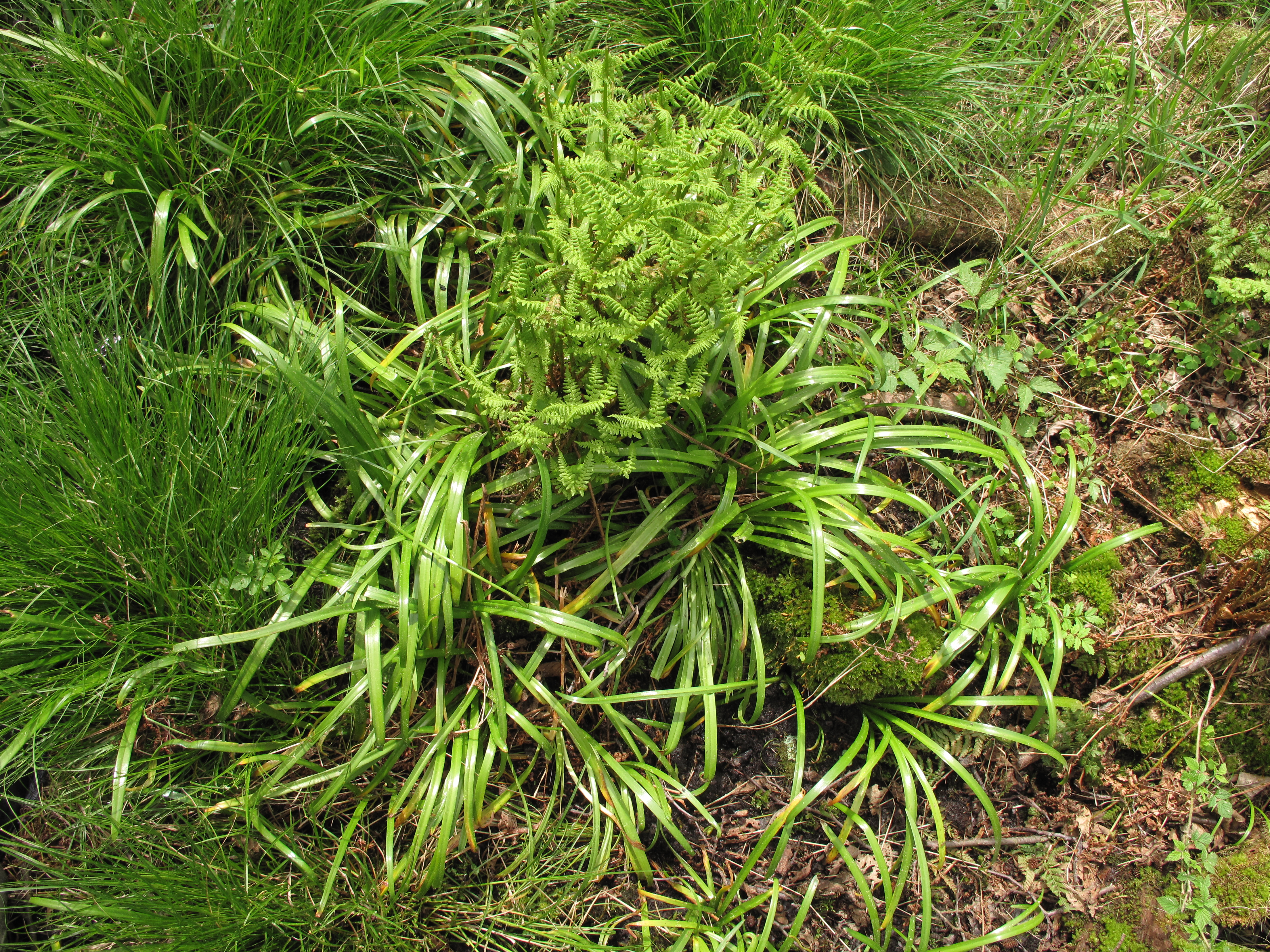
Kapradí